# 核内受容体コアクチベーター3
核内受容体コアクチベーター3（NCOA3: nuclear receptor coactivator 3）は、ヒトのNCOA3遺伝子によってコードされているタンパク質である。AIB1（amplified in breast 1）、SRC-3（steroid receptor coactivator-3）、またはTRAM-1（thyroid hormone receptor activator molecule 1）とも呼ばれる。

## 機能
NCOA3は、いくつかの核内受容体相互作用ドメインと固有のヒストンアセチルトランスフェラーゼ活性を有する転写共制御タンパク質である。NCOA3は、リガンド活性型核内受容体によってDNAのプロモーター部位に動員される。そしてNCOA3はヒストンをアセチル化し、下流のDNAの転写を容易にする。したがって、NCOA3はDNA発現の上方調節において核内受容体を支援する。

## 臨床的な意義
NCOA3あるいはAIB1のタンパク質発現に対するペアードボックス転写因子2（PAX2）のそれの比率は、乳癌治療におけるタモキシフェンの有効性予測を可能にする可能性がありる。
いくつかの分子メカニズムの観測結果は、NCOA3が乳癌の内分泌療法への耐性に関係していることを示す。ERKおよび/またはPIK3CA/AKTキナーゼ経路の持続的な活性化につながるシグナル伝達経路または変異（例えば、HER2/neu過剰発現、PIK3CA（PI3K）の活性化突然変異、癌原遺伝子チロシンプロテインキナーゼSrcの活性化変異など） は、一方ではNCOA3転写共活性化能力を増強し、他方ではプロテアソーム依存性NCOA3ターンオーバーの阻害することによってNCOA3の過剰発現を引き起こす。どちらの条件でも、エストロゲン受容体（ER）複合体形成の平衡は、転写活性複合体に向かって変位し、したがって、タモキシフェンやフルベストラント（選択的エストロゲン受容体モジュレーター）などの抗エストロゲン薬によって引き起こされる阻害を打ち消す。その結果、エストロゲン感受性遺伝子の転写が回復し、癌の進行および/または再発が促進される。
特に、NCOA3とHER2/neuの同時過剰発現と診断された腫瘍患者は、他のすべての患者を合わせた場合よりもタモキシフェン療法の結果が悪かった。さらに、内分泌療法で治療された管腔形成乳癌の休眠腫瘍細胞は、キナーゼシグナル伝達経路を変化させて最終的にNCOA3発癌機能を増強する突然変異を時間とともに獲得する可能性がある。また、エストロゲン受容体-PAX2複合体はHER2/neuの発現を抑制するが、PAX2の発現が失われると、新たにHER2/neuの発現が起こり、内分泌療法の耐性と再発が始まる可能性がありる。

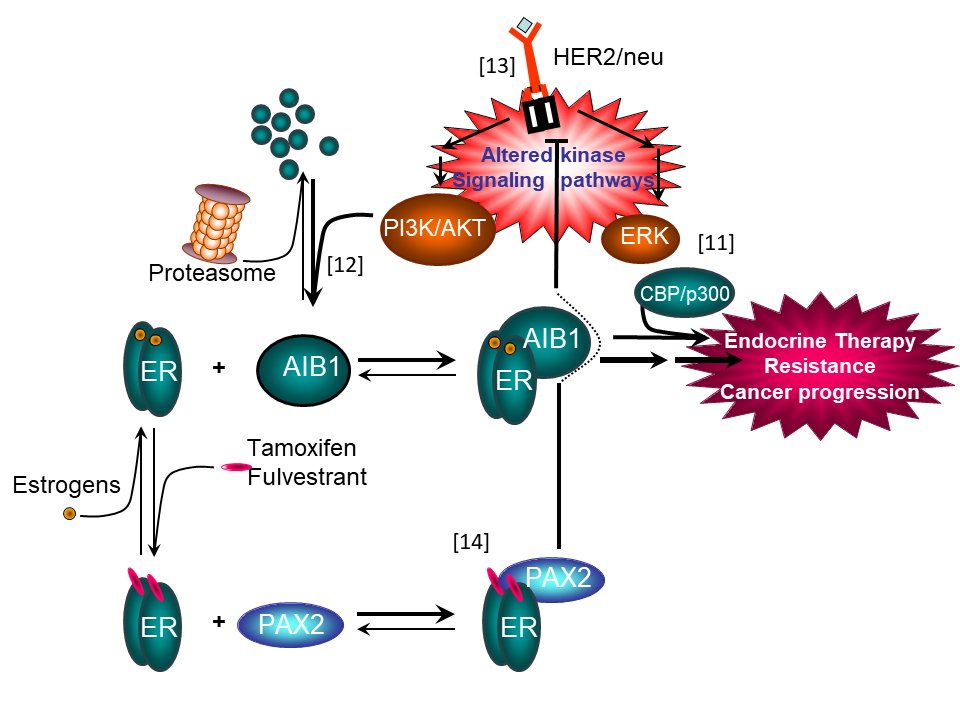
AIB1依存性の抗エストロゲン療法抵抗性発現のメカニズム

## 相互作用分子
核内受容体コアクチベーター3は、以下の生体分子と相互作用する。
- AR（アンドロゲン受容体）[13][14][15]
- CHUK[16]
- CREBBP（CREB結合タンパク質）[16][17]
- DDX17[18]
- DDX5[18]
- ERα（エストロゲン受容体α）[18][19][20]
- ERβ（エストロゲン受容体β）[19][21]
- GR（グルココルチコイド受容体）[22][23]
- IKBKG[16]
- IKK2[16]
- PPAR-γ（ペルオキシソーム増殖因子活性化受容体γ）[24]
- RXR-α（レチノイドX受容体α）[25][26]